# Nuangola
Nuangola é um distrito localizado no estado norte-americano de Pensilvânia, no Condado de Luzerne.

## Demografia
Segundo o censo norte-americano de 2000, a sua população era de 671 habitantes.
Em 2006, foi estimada uma população de 658, um decréscimo de 13 (-1.9%).

## Geografia
De acordo com o United States Census Bureau tem uma área de
3,3 km², dos quais 2,9 km² cobertos por terra e 0,4 km² cobertos por água.

## Localidades na vizinhança
O diagrama seguinte representa as localidades num raio de 12 km ao redor de Nuangola.